# EN234
A EN 234 - Rota do Dão, também conhecida pela Estrada Velha de Viseu ou Estrada do Luso, é uma estrada que integra a rede de Estradas Nacionais de Portugal. Originalmente, tal como definido no Plano Rodoviário Nacional de 1945, a EN 234 estendia-se de Mira a Mangualde, contudo, atualmente, o Plano Rodoviário Nacional de 2000 considera que a EN 234 liga Mira a Santa Comba Dão, sendo que o restante troço até Mangualde deve ser reclassificado para estrada municipal (EM 234) à medida que for substituído pelo IC12, uma via rápida com perfil de autoestrada e sem portagens. À data de 2018, o IC12 existe entre Santa Comba Dão e Canas de Senhorim, pelo que continua a existir a N234 entre Canas de Senhorim e Mangualde.

## História
Com a construção da Barragem da Aguieira o traçado original da N234 entre Mortágua e Santa Comba Dão (incluindo a ponte sobre o rio Criz) ficou submerso. Assim, em inícios da década de 1980 foi aberto um novo e mais moderno traçado que incluía novas pontes, uma variante à vila de Mortágua e permitia velocidades muito superiores às do traçado original. É de notar que o antigo traçado da N234 atravessava uma aldeia, que tal como a estrada, ficou submersa pelas águas da Aguieira.
Em 1985 foi aprovado um novo Plano Rodoviário Nacional, que substituiu o de 1945. Este novo Plano não previa a construção de nenhum itinerário complementar no eixo Mira–Santa Comba Dão–Mangualde, mas considerava que o eixo era suficientemente importante para ter uma estrada do Estado. Com efeito, o Plano previa a existência da estrada nacional N234, que deveria continuar a ligar Mira a Mangualde. Na altura estava previsto que a numeração IC12 fosse atribuída a uma futura via rápida que seria construída entre Viseu, Seia e Covilhã (que corresponde parcialmente ao traçado atualmente previsto para o IC37).
Nos anos seguintes foi ganhando força a ideia de construir uma variante à N234 entre Santa Comba Dão (IP3) e Mangualde (IP5), para substituir o obsoleto traçado original da N234, o qual atravessava o interior de diversas localidades (como as vilas de Carregal do Sal e Nelas). Em 1991 foi concluído o estudo prévio da variante Santa Comba Dão–Mangualde e em 1995 foi inaugurado o primeiro lanço, entre Carregal do Sal e Canas de Senhorim. Esse lanço era uma via rápida com 2 faixas de rodagem (separadas por uma barreira New Jersey) e estava sinalizado como N234. O segundo lanço da variante, entre Santa Comba Dão (IP3) e Carregal do Sal, abriu em 1998, também com formato de via rápida com perfil transversal de autoestrada. Esta variante acabou por ser integrada no itinerário complementar IC12, depois da revisão do Plano Rodoviário Nacional. À data de 2018, o lanço Canas de Senhorim–Mangualde do IC12 continua por construir.
Em finais da década de 1990 e inícios da década de 2000 foi elaborado o Plano Rodoviário Nacional de 2000. Ao contrário do Plano de 1985, o Plano de 2000 previa que o eixo Mira–Santa Comba Dão–Mangualde fosse servido por um itinerário complementar, o IC12, que deveria ter perfil transversal de autoestrada em toda a sua extensão. Com efeito, a variante à N234 que já estava construída entre Santa Comba Dão e Canas de Senhorim foi integrada no IC12 (recorde-se que esta variante tinha perfil transversal de autoestrada). Na altura, estava previsto que o IC12 seria uma autoestrada com portagens entre Mira e Santa Comba Dão e que seria gratuito daí até Mangualde. O Plano Rodoviário Nacional de 2000 classificou especificamente algumas rodovias como Estradas Nacionais para servirem de alternativa a autoestradas com portagem. Com efeito, o Plano previa a manutenção da N234 enquanto estrada estatal alternativa ao IC12 entre Mira e Santa Comba Dão e a sua desclassificação para estrada municipal de Santa Comba Dão em diante, sendo nesse troço inteiramente substituída pelo IC12 (já que nesse troço o IC12 não teria portagens).
Como já se disse, em 1998 foi concluído o troço Santa Comba Dão–Canas de Senhorim da variante com perfil transversal de autoestrada à N234, uma variante que mais tarde foi integrada no IC12. Em consequência, o traçado antigo da N234 entre Santa Comba Dão e Canas de Senhorim (que atravessava o interior de diversas localidades) foi desclassificado para estrada municipal, recebendo a designação M234. Entre Santa Comba Dão e Canas de Senhorim, a M234 atravessa três municípios (Santa Comba Dão, Carregal do Sal e Nelas).
Em 1999, o governo de Portugal (então liderado por António Guterres) lançou a concessão IC12. A empresa que viesse a ficar com a concessão teria que construir o IC12 com perfil de autoestrada e com portagens entre Mira e Santa Comba Dão e sem portagens entre Canas de Senhorim e Mangualde. A empresa concessionária também ficaria responsável pela manutenção do troço do IC12 que então já estava construído, entre Santa Comba Dão e Canas de Senhorim. Contudo, a Concessão IC12 acabou por não avançar.
Em 2007, o governo (então liderado por José Sócrates) lançou a Subconcessão Autoestradas do Centro que, entre outras obras, previa o prolongamento do IC12 entre Canas de Senhorim e Mangualde. Ao contrário da concessão de 1999, estava previsto que esse novo troço tivesse portagens. Esta concessão também não avançou, mas se tivesse avançado, seria possível que o traçado da N234 entre Canas de Senhorim e Mangualde não fosse desclassificado para estrada municipal e em vez disso continuasse a ser conservado pelo Estado enquanto estrada alternativa a uma autoestrada com portagens.

## Traçado
A EN 234 inicia-se em Mira, desenvolvendo-se depois para a Mealhada e Luso. Atravessa a serra do Buçaco e passa, mais tarde, por Mortágua e Santa Comba Dão. Nesta última localidade, a submersão (provocada pela barragem da Aguieira) da antiga ponte que atravessava o rio Dão, obrigou à construção de uma nova, mais ao lado. Esta nova ponte, integra atualmente o traçado do IP3, o que obriga a uma passagem por esta última estrada, de forma a seguir a EN 234.
Entre Santa Comba Dão e Canas de Senhorim, a agora EM 234 foi substituída por uma autoestrada, a IC12/A35, autoestrada esta que contorna localidades que a antiga EN 234 atravessa, como Carregal do Sal e Lapa do Lobo. O IC12 termina em Canas de Senhorim, pelo que a N234 volta a existir depois desta localidade, passando por Nelas e acabando em Mangualde, onde entronca com a A25.

## Percurso

### Mira – Santa Comba Dão
| Nome da Saída/Localidade Intermédia | Estrada que liga |
| ----------------------------------- | ---------------- |
| Mira                                | N 109            |
| A17 / Leiria / Aveiro               | A 17             |
| Leitões                             |                  |
| Varziela                            |                  |
| Cantanhede                          | N 335            |
| Pena                                | N 234-1          |
| Ourentã                             |                  |
| Sete Fontes                         |                  |
| Murtede                             |                  |
| A1 / Lisboa / Porto                 | A 1              |
| Pedrulha                            |                  |
| Mealhada                            |                  |
| IC2 / Porto / Lisboa                | IC 2             |
| Lameiras de São Pedro               |                  |
| Buçaco                              | N 235            |
| Luso                                | N 235            |
| Sula                                | N 1557           |
| Trezói                              | N 1552           |
| Espinho                             |                  |
| Barracão                            |                  |
| Vale de Remígio                     |                  |
| Mortágua / Águeda                   | N 334-1          |
| Barril                              |                  |
| Santa Comba Dão                     |                  |

### Santa Comba Dão – Canas de Senhorim (desclassificado para M234)
| Nome da Saída/Localidade Intermédia | Estrada que liga |
| ----------------------------------- | ---------------- |
| Vimeiro                             |                  |
| Rojão Grande                        |                  |
| IC12 / Castelejo                    | A 35             |
| Cancela                             |                  |
| Póvoa da Forcada                    |                  |
| Carregal do Sal                     |                  |
| Oliveirinha                         |                  |
| Fiais da Telha                      |                  |
| Lapa do Lobo                        |                  |
| A35 / Cabanas de Viriato            | A 35             |
| Vale de Madeiros                    | N 231-2          |
| Canas de Senhorim                   | IC12             |

### Canas de Senhorim – Mangualde
| Nome da Saída/Localidade Intermédia | Estrada que liga   |
| ----------------------------------- | ------------------ |
| Canas de Senhorim                   | IC12               |
| Nelas                               |                    |
| Algeraz                             | N 231              |
| Casal Sandinho                      | N 329-2            |
| Vilar Seco                          | N 1470             |
| Moimenta de Macieira Dão            | N 594              |
| Pinheiro Baixo                      |                    |
| Santa Luzia                         | N 1448             |
| Pedreles                            | N 595              |
| Ancada                              |                    |
| Tabosa                              | N 16               |
| Mangualde                           |                    |
| A25 / Viseu / Guarda                | A 25 N 232 N 329-1 |